# Nama densa
Nama densa là loài thực vật có hoa trong họ Mồ hôi. Loài này được Lemmon mô tả khoa học đầu tiên năm 1889.